# Andrija Mohorovičić

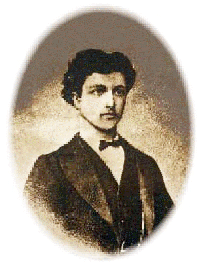
Andrija Mohorovičić (rond 1880)

Andrija Mohorovičić (uitgesproken als [ˈaːndria ˈmɔhɔrɔʋitʃitɕ]; Volosko (Istrië), 23 januari 1857 – Zagreb, 18 december 1936) was een Kroatisch meteoroloog en geofysicus. Hij ontdekte de seismische discontinuïteit op de grens tussen de aardkorst en aardmantel, die naar hem de mohorovičić-discontinuïteit wordt genoemd.

## Levensloop
Mohorovičić studeerde van 1875 tot 1879 wiskunde en natuurkunde in Praag, waar hij les kreeg van onder anderen Ernst Mach. Daarna werd hij leraar aan een middelbare school en een zeemansschool in Bakar bij Rijeka. Hij stichtte in Bakar ook een meteorologisch meetstation, in 1887. In 1891 ging hij in Zagreb lesgeven aan de technische hogeschool. Hij werd ook directeur van het instituut voor meteorologie en geodynamica. In 1892 promoveerde hij op een meteorologisch proefschrift aan de Universiteit van Zagreb.
Vanaf 1900 verschoof zijn interesse steeds meer naar de seismologie, ook omdat op de Balkan vaak aardbevingen voorkomen. Na een beving in 1880 was er in Zagreb een seismograaf aanwezig, maar dit apparaat was nog erg onnauwkeurig. Na een nieuwe beving in 1901 schafte Mohorovičić een beter apparaat aan, uitgerust met een astatische slinger (kort daarvoor uitgevonden door Emil Wiechert). In 1909 ontdekte Mohorovičić dat op seismogrammen van een aardbeving bij Pokupsko (in de omgeving van Zagreb) enkele S- en P-golven later aankwamen dan verwacht. Hij leidde hieruit af, dat de golven op een seismische discontinuïteit op ongeveer 54 km diepte omgebogen werden. Later werd zijn ontdekking door internationale metingen bevestigd als een wereldwijd voorkomend fenomeen: Mohorovičić had de grens tussen de aardkorst en aardmantel ontdekt.
Mohorovičić ging in 1921 met pensioen.

## Vernoemingen
Naar hem genoemd zijn:
- Een inslagkrater op de Maan
- Een planetoïde (8422 Mohorovičić)
- Door hem ontdekte grens tussen mantel en korst, de mohorovičić-discontinuïteit, meestal afgekort moho genoemd